# Guerra d'indipendenza indonesiana
La guerra d'indipendenza indonesiana (in indonesiano Perang Kemerdekaan Indonesia; in olandese Indonesische Onafhankelijkheidsoorlog) fu un conflitto armato e diplomatico tra la Repubblica d'Indonesia e l'Impero coloniale olandese e contemporaneamente una rivoluzione sociale interna al paese tra il periodo successivo all'occupazione giapponese delle Indie Orientali Olandesi e il periodo postcoloniale.
Il conflitto ebbe inizio con la proclamazione d'indipendenza indonesiana del 1945 e terminò con il trattato di pace olandese-indonesiano dell'Aia alla fine del 1949.
I quattro anni di lotta che si susseguirono videro sporadici ma sanguinosi conflitti armati, sconvolgimenti politici e rivolte interne, e due grandi interventi diplomatici di rilevanza internazionale. Le forze militari olandesi e, almeno per un certo periodo di tempo, anche le forze alleate della Seconda guerra mondiale furono in grado di controllare i centri urbani principali del paese, soprattutto a Giava e Sumatra, ma non l'intero territorio indonesiano. A partire dal 1949 la pressione internazionale sui Paesi Bassi era così forte ed il parziale stallo erano tali che alla fine ci fu il riconoscimento dell'indipendenza indonesiana. Essa segnò la fine dell'amministrazione coloniale esercitata dalle Indie orientali olandesi, fatta eccezione per la Nuova Guinea Olandese. Essa modificò radicalmente il meccanismo delle caste su base etnica e limitò il potere dei sovrani locali o raja.

## Le origini del conflitto
Il movimento di indipendenza indonesiano nacque nel maggio del 1908, ancora oggi commemorato come "Giorno del Risveglio Nazionale" (in lingua indonesiana: Hari Kebangkitan Bangsa). Il nazionalismo indonesiano ed i gruppi che sostenevano l'indipendenza dal colonialismo olandese, come il Budi Utomo, il Partito Nazionale Indonesiano, il Sarekat Islam o il Partito Comunista Indonesiano, crebbero rapidamente durante la prima metà del XX secolo. La maggior parte di questi movimenti perseguì una via pacifica all'indipendenza sotto il segno della cooperazione politica con il colonialismo olandese ed entrò a far parte del Volksraad (Consiglio del Popolo) istituito dagli olandesi, con la speranza di ottenere gradualmente l'autogoverno del paese. Altri, tuttavia, scelsero la via della non-cooperazione, reclamando la libertà di autogovernarsi direttamente alla Compagnia olandese delle indie orientali. I leader più importanti di questo secondo gruppo di movimenti erano Sukarno e Mohammad Hatta, due studenti a capo di gruppi nazionalisti che avevano beneficiato dei risultati della cosiddetta politica etica olandese.
Il periodo di occupazione giapponese delle Indie Orientali Olandesi durato tre anni e mezzo fu cruciale per lo scoppio della successiva rivolta nazionalista. I Paesi Bassi avevano scarse capacità di proteggere le proprie colonie dall'esercito giapponese ed in soli tre mesi l'Esercito imperiale giapponese si impossessò di tutto il territorio indonesiano. Sia a Giava che a Sumatra i giapponesi incoraggiarono i sentimenti indipendentisti indonesiani per utilizzarli a loro vantaggio. Per questo motivo, essi distrussero e ricostituirono tutte le infrastrutture politiche, economiche e amministrative create dagli olandesi.
Il 7 settembre 1944, con l'avanzata statunitense nel Pacifico, il primo ministro giapponese Kuniaki Koiso promise l'indipendenza all'Indonesia, senza fissare tuttavia alcuna data precisa.

## La dichiarazione d'indipendenza
Sotto la pressione dei movimenti giovanili più radicali, Sukarno ed Hatta dichiararono l'indipendenza dell'Indonesia il 17 agosto 1945, due giorni dopo la resa dell'imperatore giapponese Hirohito. Il giorno successivo il Comitato Centrale Nazionale Indonesiano (Komite Nasional Indonesia Pusat) nominò Sukarno presidente dell'Indonesia ed Hatta vicepresidente.

## La rivoluzione e il periodo delBersiap
Alla metà di settembre la notizia della nuova dichiarazione si diffuse fino nelle isole più estreme, ma molti indonesiani lontani dalla capitale Giacarta rimasero increduli rispetto a questo evento. Quando la notizia fu data per certa, la maggior parte degli indonesiani si considerò a favore della nuova repubblica ed un sentimento di rivoluzione e cambiamento si diffuse in tutto il paese. Le potenze coloniali erano assenti, ci sarebbero voluti mesi prima che le forze alleate raggiungessero il paese, e gli olandesi erano stati sfiniti dalla guerra. Ai giapponesi, d'altro canto, era stato chiesto di deporre le armi, ma nel contempo di mantenere l'ordine sul territorio indonesiano, una contraddizione che alcuni decisero di risolvere dando le armi agli indonesiani addestrati dai giapponesi.
Il risultante vuoto di potere creatosi con la resa giapponese creò un'atmosfera di incertezza, ma fu anche una grande opportunità per il movimento repubblicano. Nacquero diversi gruppi di lotta (badan perjuangan) in favore della repubblica indonesiana; molti di essi, i più disciplinati, erano composti da soldati giapponesi sbandati o da indonesiani appartenenti al gruppo paramilitare della PETA. Molti altri di questi gruppi, tuttavia, si mostrarono molto meno disciplinati, creando gravi disordini; contro di essi i giapponesi preferivano ritirarsi ed evitare lo scontro.

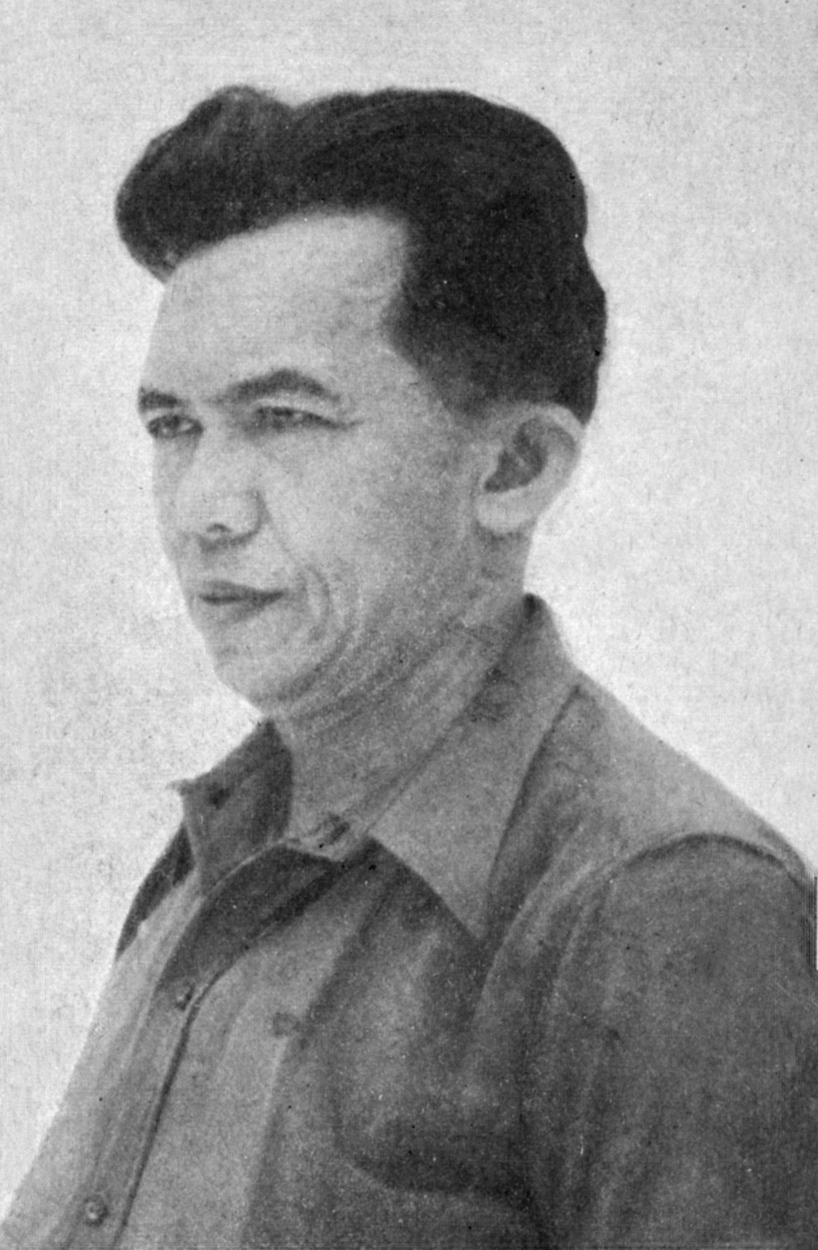
Il filosofo e guerrigliero Tan Malaka, sostenitore della lotta armata per l'indipendenza indonesiana.

A partire dal settembre del 1945 la maggior parte delle infrastrutture e delle stazioni ferroviarie erano in mano alla milizia repubblicana, che aveva incontrato scarsa resistenza da parte giapponese. Per diffondere il messaggio rivoluzionario, i gruppi rivoluzionari repubblicani installarono le loro stazioni radio e crearono propri giornali; nella maggior parte delle isole sorsero comitati di lotta e milizie repubblicane.
I quotidiani e i giornali repubblicani erano molto comuni a Giacarta, Yogyakarta e Surakarta e formarono una generazione di intellettuali, nota come angkatan 45 (generazione del 45), convinta di partecipare alla rivoluzione per mezzo delle proprie opere.
I leader repubblicani si sforzarono di incontrare il sentimento popolare, ma mentre alcuni proclamavano la lotta armata, altri preferivano un approccio più ragionato. Alcuni di essi, tra i quali il filosofo e guerrigliero Tan Malaka, sostenevano che la lotta repubblicana dovesse essere guidata e vinta dai gruppi di combattimento repubblicani. Sukarno ed Hatta, al contrario, erano più concentrati a pianificare un governo e delle istituzioni per poter ottenere l'indipendenza per mezzo della diplomazia. Nelle città più importanti vi furono manifestazioni in favore della rivoluzione; la più importante fu quella guidata da Tan Malaka a Giacarta, composta da più di 200 000 persone; a causa di ciò sia Sukarno che Hatta iniziarono a temere lo scoppio di una violenza incontrollabile. Ormai la maggior parte dei gruppi rivoluzionari era impaziente ed iniziarono a verificarsi atti di violenza, intimidazione, rapine e massacri di massa contro le minoranze etniche, come gli internati giapponesi, gli indo, gli abitanti dell'isola di Ambon ed i cinesi, considerati tutti come spie. Aggressioni simili sarebbero continuate per tutto il periodo rivoluzionario, ma furono più intense tra il 1945 ed il 1946, periodo noto nella storia indonesiana come Bersiap (Stare pronti). Nel 1947 le autorità olandesi cercarono di recuperare i corpi delle vittime di questi massacri e diversi sopravvissuti di quel periodo fornirono testimonianze legali di fronte al Procuratore Generale olandese. Nel cimitero di guerra di Kembang Kuning di Surabaya si possono ancora trovare circa 3 500 tombe delle vittime del Bersiap.

## Formazione del governo repubblicano
Dalla fine di agosto 1945 era stato istituito un governo centrale repubblicano a Giacarta, adottando una costituzione redatta durante l'occupazione giapponese dal Comitato Preparatorio per l'Indipendenza Indonesiana. Con le elezioni generali ancora da fare, venne proclamato un "Comitato Centrale Nazionale Indonesiano" (KNIP) per assistere il presidente Sukarno; comitati simili vennero istituiti anche a livello regionale.
Tuttavia sorsero immediatamente questioni di lealtà alla causa repubblicana fra i potentati locali: mentre i governatori della regione di Giava Centrale non esitarono a dichiararsi in favore della repubblica, quelli delle isole più esterne, che si erano arricchiti grazie alla collaborazione con gli olandesi, si mostrarono molto meno entusiasti; tale riluttanza era spesso motivata dall'elemento radicale, non aristocratico ed in parte ispirato alla fede musulmana presente nella leadership politica della nuova repubblica. Però il supporto venne dal Sulawesi Meridionale, (soprattutto dal Sultanato di Bone, ancora memore delle lotte sanguinose con gli olandesi agli inizi del secolo), dai raja di etnia Makassar e Bugi, che appoggiarono il governatore repubblicano di Giakarta, un cristiano originario di Manado. Molti raja di Bali accettarono la nuova repubblica.
Nel timore che gli olandesi tentassero di ripristinare il loro potere sull'Indonesia, il nuovo governo repubblicano ed i leader repubblicani si adoperarono per rafforzare il più rapidamente possibile le istituzioni e l'amministrazione repubblicane ancora alle prime armi. Il nuovo governo repubblicano, per quanto sostenuto da diffuso entusiasmo, era tuttavia molto fragile e concentrato quasi interamente nel territorio dell'isola di Giava. Esso era tuttavia scarsamente presente nelle altre isole, dove erano maggiormente presenti truppe giapponesi (soprattutto nelle aree dove erano presenti le basi della marina imperiale giapponese) e dove erano meno presenti i gruppi di lotta repubblicani. Nel mese di novembre 1945 venne istituita una forma parlamentare di governo, con l'intellettuale Sutan Sjahrir come primo ministro.

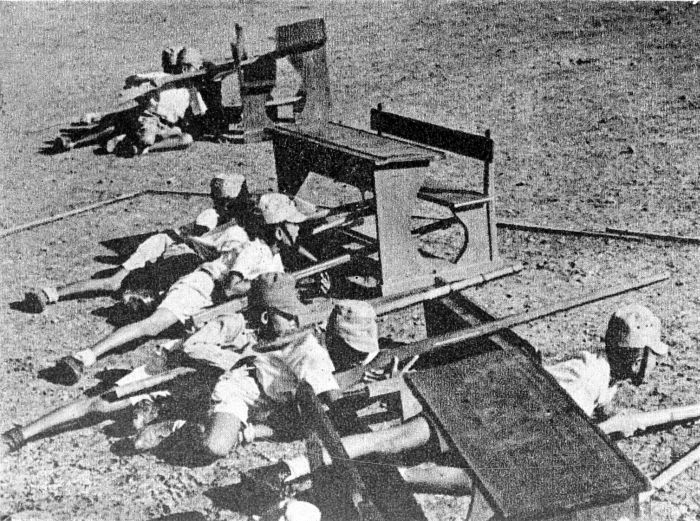
Soldati indonesiani appartenenti alla struttura paramilitare PETA mentre si addestrano.

Una settimana dopo i giapponesi si arresero e i gruppi PETA e Heiho vennero sciolti dall'esercito giapponese. Le strutture di comando militari vitali per il nuovo esercito repubblicano vennero così smantellate; di conseguenza, invece di essere composto da soldati ben addestrati, armati ed organizzati, l'esercito della repubblica d'Indonesia era composto da giovani male armati e male addestrati, riuniti in gruppi legati ai loro leader carismatici. Quello della creazione di una struttura militare organizzata in modo razionale e obbediente ad un comando centrale fu uno dei problemi principali della neonata repubblica indonesiana. All'interno dell'esercito repubblicano prevaleva la presenza di ufficiali addestrati dai giapponesi rispetto a quelli addestrati dall'esercito olandese. Un maestro di scuola trentenne, Sudirman, venne eletto comandante in capo al primo convegno dei comandanti di divisione tenutosi a Yogyakarta il 12 novembre 1945.

## La contro-rivoluzione degli Alleati
I Paesi Bassi accusarono il presidente Sukarno e il vicepresidente Hatta di aver collaborato con i giapponesi, e denunciarono l'istituzione della Repubblica d'Indonesia come una creazione della dottrina fascista giapponese. Nel frattempo l'amministrazione delle Indie Orientali Olandesi aveva ricevuto un prestito di 10 milioni di dollari dagli Stati Uniti d'America per finanziare il suo ritorno al governo dell'Indonesia.

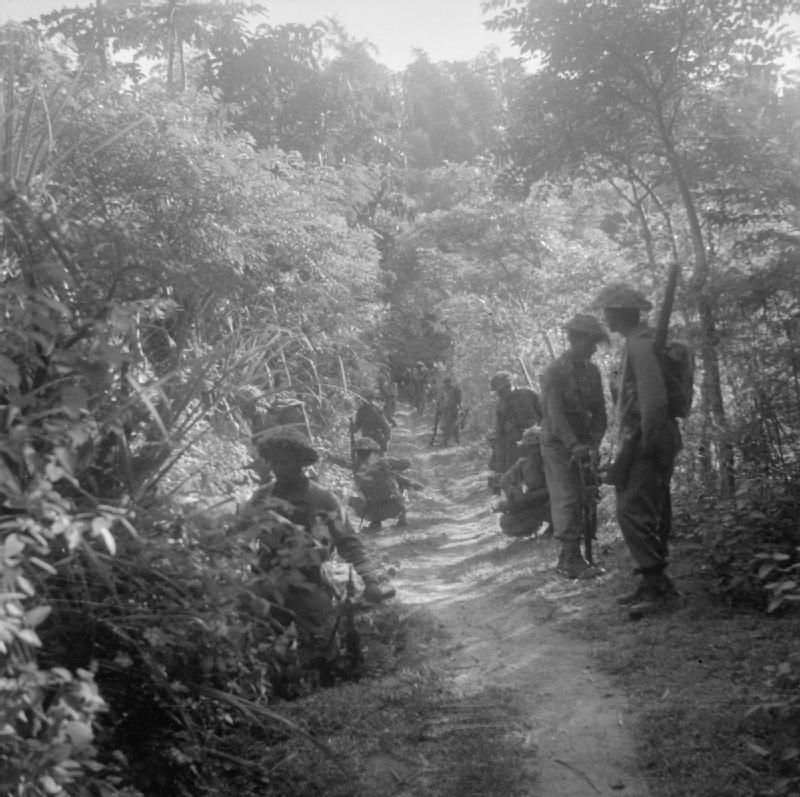
Soldati britannici e del Raj penetrano nella giungla diretti a Gresik.

I Paesi Bassi, tuttavia, erano stati gravemente indeboliti dal conflitto mondiale in Europa e non fecero ritorno in Indonesia come forza militare in modo significativo fino a tutto il 1946. Le forze giapponesi e quelle Alleate accettarono con riluttanza di attribuirsi il ruolo di soccorritori. Dal momento che le truppe statunitensi si erano concentrate ad ottenere il controllo delle isole giapponesi, l'arcipelago indonesiano venne posto sotto la giurisdizione dell'ammiraglio britannico Louis Mountbatten, Comandante Supremo Alleato del South East Asia Command. Alcune enclave alleate erano già presenti, a Kalimantan nel Borneo indonesiano, nell'isola di Morotai, una delle isole Molucche, e nella Nuova Guinea Occidentale, in queste zone gli amministratori olandesi erano già tornati ai loro uffici. Nelle aree sottoposte al controllo della marina giapponese, l'arrivo delle truppe alleate prevenne qualsiasi attività rivoluzionaria quando le forze dell'esercito australiano, seguite da quelle olandesi e dagli amministratori coloniali, presero in consegna la resa giapponese (con l'eccezione di Bali e Lombok). Grazie alla scarsa resistenza incontrata, due divisioni australiane presero rapidamente il controllo di tutta la parte orientale dell'Indonesia.
Ai britannici venne dato il compito di ripristinare l'ordine ed il governo civile a Giava; gli olandesi sfruttarono questa situazione come mezzo per ripristinare il dominio coloniale e rivendicare la sovranità sul territorio indonesiano. Ma le truppe britanniche ed indiane non sbarcarono a Giava per accettare la resa giapponese se non alla fine del settembre 1945. Uno dei compiti più urgenti assegnati a Lord Mountbatten era quello di rimpatriare circa 300 000 soldati giapponesi, oltre alla liberazione dei prigionieri di guerra. Egli non voleva e non aveva i mezzi per impegnare le proprie truppe in una lotta prolungata per riconquistare il territorio indonesiano in nome degli olandesi.
Le prime truppe britanniche raggiunsero Giacarta alla fine di settembre del 1945 ed arrivarono nelle città di Medan, Padang, Palembang, Semarang e Surabaya in ottobre. Nel tentativo di evitare qualsiasi scontro con gli indonesiani, il colonnello generale britannico Sir Philip Christison dirottò i soldati del precedente esercito coloniale olandese nella parte orientale dell'Indonesia, dove l'occupazione olandese stava precedendo senza troppi problemi. Le tensioni iniziarono quando i britannici entrarono a Giava e Sumatra ed i gruppi delle milizie indonesiane si scontrarono con quelli che percepirono come loro nemici, ovvero i prigionieri di guerra olandesi, i soldati del Reale Esercito delle Indie Orientali Olandesi (KNIL), cinesi, europei e giapponesi.

### Iniziano gli scontri
Le prime fasi del conflitto iniziarono nel mese di ottobre del 1945, quando, secondo i loro termini di resa, le truppe giapponesi cercarono di ristabilire l'ordine e l'autorità che essi avevano consegnato agli indonesiani nelle città e nei villaggi. Le truppe giapponesi uccisero gruppi di milizia repubblicana indonesiana a Pekalongan (Giava centrale) il 3 ottobre 1945 e scacciarono i miliziani repubblicani da Bandung (Giava occidentale), consegnando la città ai britannici; lo scontro più sanguinoso si ebbe il 14 ottobre 1945 a Semarang, dove, dopo essere state costrette alla ritirata dai britannici, le milizie repubblicane uccisero circa 300 prigionieri di guerra giapponesi come rappresaglia. Gli Alleati decisero allora di rimpatriare tutti i civili ed i soldati giapponesi, sebbene circa 1 000 di loro decisero di restare e collaborare con l'esercito repubblicano per la conquista dell'indipendenza indonesiana.
Successivamente i britannici decisero di evacuare dal territorio indonesiano tutti i 10 000 internati di etnia europea o indo e vennero inviati distaccamenti britannici nelle città di Ambarawa e Magelang, dove incontrarono forte resistenza da parte delle milizie repubblicane, contro le quali furono necessari attacchi aerei. Nonostante il presidente indonesiano Sukarno riuscisse ad ottenere un cessate il fuoco il 2 novembre 1945, alla fine dello stesso mese i combattimenti ricominciarono ed i britannici decisero di ritirarsi lungo le coste. Gli attacchi delle milizie repubblicane contro i britannici e contro la popolazione civile fedele al dominio coloniale olandese ebbero il loro periodo di picco tra i mesi di novembre e dicembre, con 1 200 vittime a Bandung a seguito di una nuova offensiva repubblicana. Nel marzo del 1946 le milizie repubblicane, in rappresaglia all'ultimatum britannico di abbandonare la città di Bandung, risposero incendiando volontariamente metà della città, nell'episodio noto nella storia indonesiana come Mare di fuoco di Bandung. Le ultime truppe britanniche lasciarono l'Indonesia nel novembre del 1946, ma in quello stesso periodo approdarono circa 55 000 effettivi dell'esercito olandese sul territorio di Giava.

### La battaglia di Surabaya
La battaglia di Surabaya fu il più pesante degli scontri armati della rivoluzione repubblicana ed è diventata un simbolo nazionale della resistenza indonesiana. I gruppi di lotta di Surabaya, la seconda città più grande dell'Indonesia, si impadronirono di armi e munizioni dell'esercito giapponese e formarono due nuove organizzazioni: il Comitato Nazionale Indonesiano e il Consiglio di Sicurezza del Popolo. Quando le forze alleate arrivarono alla fine di ottobre 1945, la resistenza repubblicana in città era descritta come "un'unica potente fortezza".

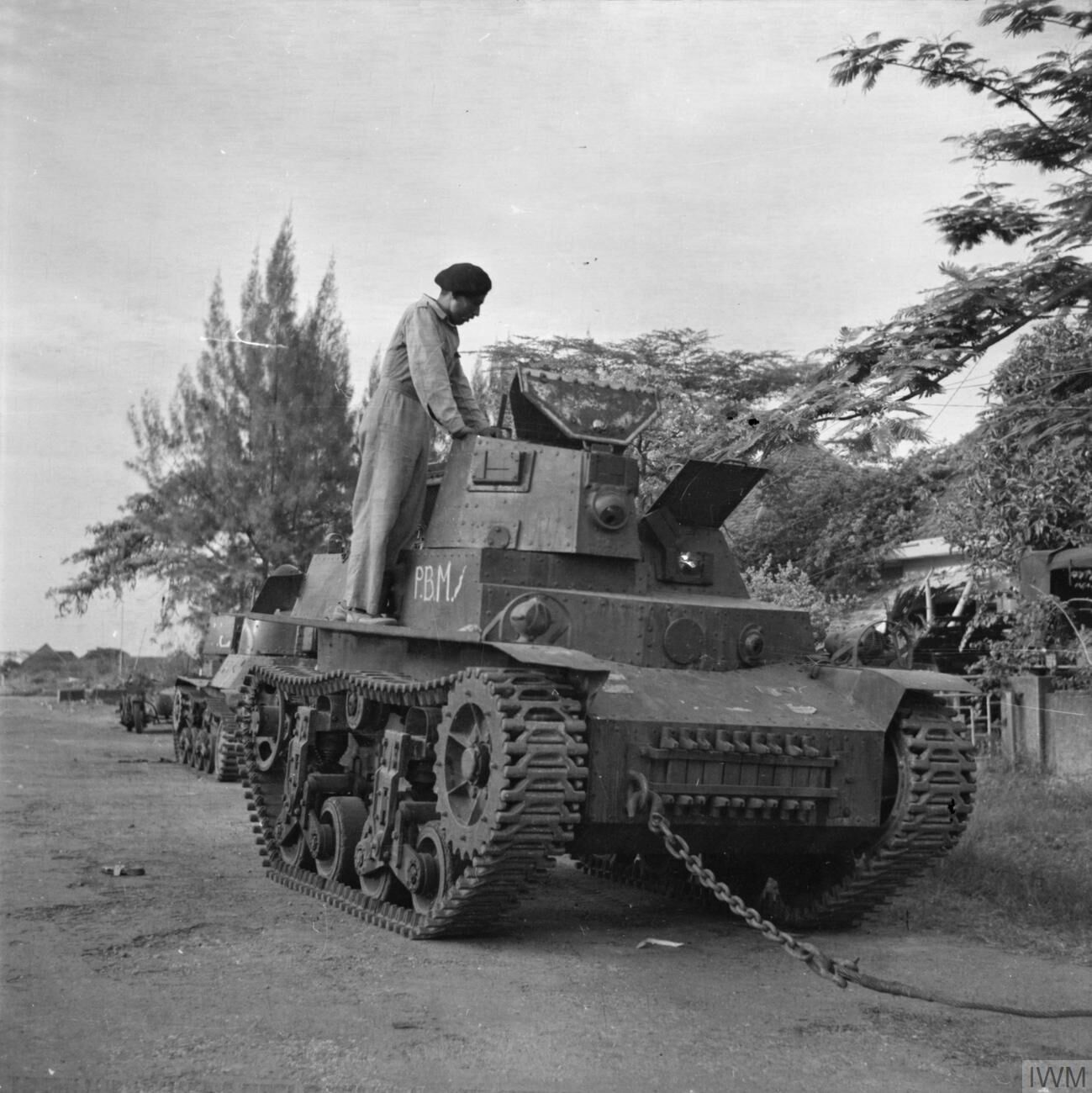
Un soldato indiano esamina la carcassa di un carro armato leggero Marmon-Herrington CTLS utilizzato dalle milizie repubblicane indonesiane durante la battaglia di Surabaya.

Tra il settembre e l'ottobre 1945 tutti gli europei e gli eurasiatici filo-olandesi vennero fatti oggetto di aggressioni e linciaggi dalla folla inferocita. Scoppiarono feroci combattimenti quando 6 000 soldati indiani del Raj giunsero in città. Sukarno ed Hatta riuscirono a negoziare la fine delle ostilità tra le milizie repubblicane e le truppe britanniche comandate dal comandante Aubertin Walter Sothern Mallaby, il quale, tuttavia, venne ucciso il 30 ottobre 1945, scatenando la rappresaglia dei britannici che, a partire dal 10 novembre 1945, inviarono altre truppe protette dalla copertura dell'aviazione. Sebbene le forze alleate riuscissero a conquistare la maggior parte della città in soli tre giorni, i nazionalisti indonesiani combatterono fino al 29 novembre 1945, provocando centinaia di morti, anche tra la popolazione civile in fuga dal conflitto.
Nonostante avessero subito una sconfitta dal punto di vista militare, gli indipendentisti indonesiani, grazie alla tenacia mostrata nella battaglia, ottennero supporto e consenso da parte della popolazione, guadagnando anche visibilità e appoggi a livello internazionale. La resistenza mostrata nella battaglia fece comprendere agli olandesi che i nazionalisti indonesiani erano ben organizzati e godevano del supporto della popolazione. La battaglia convinse anche i britannici a rimanere neutrali rispetto al conflitto indonesiano e, nell'arco di pochi anni, essi arrivarono a sostenere la causa indipendentista indonesiana nel consesso delle Nazioni Unite.

## Il ritorno degli olandesi
Con l'ausilio britannico, gli olandesi sbarcarono le forze della Nederlandsch-Indische Civiele Administratie (Amministrazione Civile delle Indie Olandesi) sia a Giacarta sia in altri importanti punti strategici. Le fonti repubblicane riportarono 8 000 vittime nel gennaio 1946 per la difesa di Giacarta, ma non riuscirono a tenere la città. Il nucleo centrale del movimento indipendentista si spostò a Yogyakarta, grazie al supporto fondamentale del sultano Sri Hamengkubuwono IX. Yogyakarta avrebbe avuto un ruolo cruciale nel moto indipendentista ed avrebbe avuto come risultato lo status di Territorio Speciale.
Nella città di Bogor, vicino a Giacarta, e a Balikpapan, nel Kalimantan, gli ufficiali indipendentisti vennero arrestati dagli olandesi. In preparazione dell'occupazione di Sumatra e dei suoi centri più importanti, gli olandesi bombardarono le città di Palembang e Medan. Nel dicembre del 1946 lo Special Forces Depot, guidato dall'esperto di operazioni di commando e controguerriglia Raymond Westerling detto Turk (Il Turco), fu accusato di aver normalizzato la regione meridionale del Sulawesi facendo uso di metodi intimidatori e terroristici, che vennero utilizzati anche da altri gruppi anti-rivoluzionari. Circa 3 000 miliziani repubblicani ed i loro sostenitori persero la vita in poche settimane.
Sulle isole di Giava e Sumatra gli olandesi riuscirono ad ottenere il controllo delle città e dei centri urbani, ma non furono in grado di fare lo stesso nelle campagne e nei villaggi. Nelle isole più estreme, compresa Bali, il sentimento repubblicano non era così forte, soprattutto tra le élite; per questo motivo vennero riconquistate dagli olandesi con relativa facilità e vennero create delle nuove realtà territoriali autonome, la più importante delle quali fu lo Stato dell'Indonesia Orientale, comprendente la maggior parte dell'Indonesia orientale, istituito a dicembre 1946 con capitale amministrativa Makassar.

## Le offensive diplomatiche e militari
Il 15 novembre 1946 venne firmato l'accordo di Linggadjati tra l'amministrazione olandese e l'auto-proclamata Repubblica d'Indonesia nel villaggio di Linggadjati, con il quale gli olandesi riconoscevano di fatto l'autorità repubblicana su Giava, Madura e Sumatra. Entrambe le parti concordarono per la creazione di una nuova realtà territoriale a partire dal 1º gennaio 1949, gli Stati Uniti d'Indonesia, uno stato federale semi-autonomo avente come Capo di Stato la monarca olandese Guglielmina dei Paesi Bassi.
Il territorio controllato dall'autorità repubblicana (Giava e Sumatra) avrebbe composto uno dei suoi stati federati, al fianco dei territori sotto il controllo olandese, che comprendevano il Kalimantan meridionale, il Groote Oost, formato da Sulawesi, isole Molucche, le piccole Isole della Sonda e la Nuova Guinea Occidentale. Tuttavia il Comitato Centrale Nazionale Indonesiano non ratificò l'accordo fino al febbraio del 1947 e né i repubblicani né gli olandesi ne furono soddisfatti. Il 25 marzo 1947 la Camera bassa del parlamento olandese ratificò una versione emendata dell'accordo che non venne accettata dalla Repubblica d'Indonesia. Ben presto entrambe le parti si accusarono reciprocamente di non aver rispettato gli accordi.

### Operazione Product
A mezzanotte del 20 luglio 1947 l'esercito olandese avviò un'offensiva massiccia denominata Operatie Product (Operazione Product) con l'intento di riconquistare il territorio della Repubblica d'Indonesia, reclamando presunte violazioni dell’accordo di Linggajati; gli olandesi definirono questa operazione con il termine politionele acties (azioni di polizia) per ripristinare l'ordine e la legge nel territorio. Essa venne utilizzata per indicare tutte le operazioni militari del KNIL; tuttavia, all'epoca, la maggior parte delle truppe olandesi presenti in Indonesia appartenevano al Regio esercito olandese. Subito dopo la fine della Seconda guerra mondiale vennero inviati 25 000 volontari (di cui 5 000 erano marines); ad essi si aggiunse successivamente un numero ancora maggiore di coscritti dai Paesi Bassi. Durante l'offensiva della Operatie Product le forze olandesi scacciarono le milizie repubblicane indonesiane da gran parte di Sumatra e di Giava occidentale ed orientale. I repubblicani vennero costretti a confinarsi nella regione di Yogyakarta, all'interno dell'isola di Giava; per mantenere un contingente di oltre 100 000 soldati, gli olandesi assunsero il controllo delle ricche piantagioni di Sumatra, degli impianti petroliferi e del carbone e dei porti di Giava.

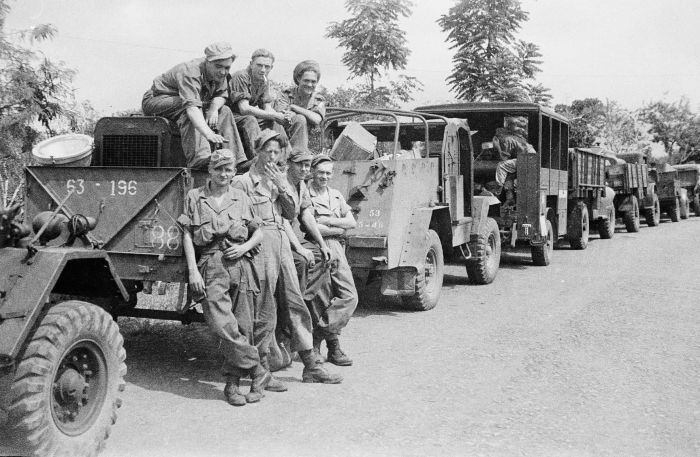
Una colonna di soldati olandesi durante lOperatie Product del 1947.

La reazione internazionale all'offensiva olandese fu molto critica; la vicina Australia e l'India, che aveva da poco ottenuto l'indipendenza, furono particolarmente attive nel supportare la causa dell'indipendenza indonesiana presso le Nazioni Unite, come fecero anche l'Unione Sovietica, e, soprattutto, gli Stati Uniti d'America. Le navi olandesi continuarono ad essere boicottate dai lavoratori portuali australiani e fu necessario un coinvolgimento diretto delle Nazioni Unite e del suo Consiglio di Sicurezza, il quale sponsorizzò nuovi negoziati tra le parti. Un cessate il fuoco venne imposto dalla Risoluzione 27 del Consiglio di Sicurezza delle Nazioni Unite alle due parti, sia agli olandesi che ai repubblicani indonesiani, a partire dal 4 agosto 1947. Tuttavia ciò non impedì ai soldati olandesi di perpetrare il 9 dicembre 1947 quello che viene ricordato come il massacro di Rawagede, un piccolo villaggio nel Karawang, uccidendo più di 400 persone.

### L'Accordo della Renville
Il Consiglio di Sicurezza delle Nazioni Unite cercò di negoziare il cosiddetto Accordo della Renville, firmato sulla nave statunitense USS Renville. Il nuovo trattato era una rettifica del precedente accordo di Linggarjati. Il nuovo accordo venne ratificato nel gennaio del 1948 e si ottenne il cessate il fuoco lungo la linea Van Mook, una linea artificiale che univa le linee più avanzate olandesi.

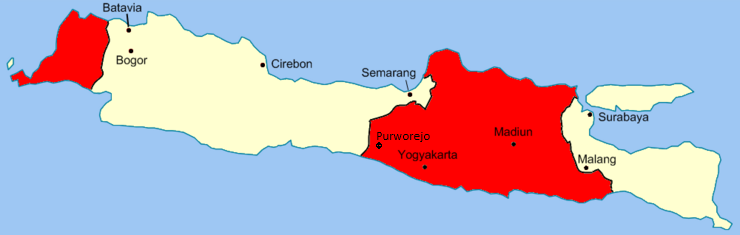
Schema della linea Van Mook con le aree in rosso sotto il controllo delle milizie indonesiane.

Molte posizioni repubblicane, tuttavia, si trovavano ancora dietro le linee olandesi; l'accordo richiedeva quindi che si tenessero delle discussioni in merito al futuro politico delle aree sotto il controllo olandese. L'apparente ragionevolezza della posizione degli indipendentisti fece ottenere loro il supporto statunitense, un grosso vantaggio dal punto di vista diplomatico. Sforzi diplomatici vennero perseguiti tra le due parti per tutto il biennio 1948-49. Le pressioni politiche, sia interne che estere, ostacolarono i tentativi olandesi di conseguire i propri obiettivi; tuttavia anche i repubblicani trovarono enormi difficoltà nel persuadere i propri simpatizzanti ad accettare le concessioni diplomatiche in favore degli olandesi. A partire da luglio del 1948 i negoziati giunsero ad un punto morto e gli olandesi spinsero unilateralmente per un modello federale di Indonesia molto vicino a quello prospettato dall'amministratore olandese della Compagnia delle Indie Orientali Olandesi, Hubertus van Mook. Vennero creati i nuovi stati federali di Sumatra Meridionale e di Giava Orientale, pur non ricevendo alcun consenso. Gli olandesi diedero così vita autonomamente alla Assemblea Federale Consultiva (in lingua olandese Bijeenkomst voor Federaal Overleg), un'istituzione politica che rappresentava gli stati federali costituiti, che portò alla costituzione di una nuova realtà, ovvero la repubblica degli Stati Uniti d'Indonesia, dotata di un governo ad interim a partire dal 1948. I piani olandesi non avevano considerato minimamente lo spazio per i repubblicani, a meno che questi ultimi non accettassero un ruolo minore. Il problema principale nei negoziati era l'equilibrio di forze tra l'esercito repubblicano e quello olandese.
La mutua sfiducia tra olandesi e indonesiani impedì il proseguimento dei negoziati; la Repubblica d'Indonesia temeva una seconda offensiva militare olandese, ma dal canto loro gli olandesi lamentavano continue incursioni repubblicane oltre la linea di demarcazione dell'accordo della Renville. Nel febbraio del 1948 la divisione Siliwangi dell'esercito repubblicano (forte di circa 35 000 uomini), comandata da Abdul Haris Nasution, marciò da Giava Occidentale verso Giava Centrale; questa ricollocazione tattica era intesa a sollevare le tensioni interne all'esercito repubblicano indonesiano sorte nell'area di Surakarta. La divisione indonesiana, tuttavia, si scontrò con i militari olandesi presso il monte Slamet, avendo essi interpretato quelle manovre come un movimento sistematico di truppe oltre la linea Renville. Questo episodio, come altri movimenti simili che sembravano minacciare apparentemente la stabilità del territorio sotto controllo olandese dello Stato di Pasundan, indussero gli olandesi a sospettare uno scenario di perdita sia di territorio che di controllo.

## L'Operazione Corvo e l'offensiva di Yogyakarta
Frustrati dal fallimento dei negoziati con la Repubblica d'Indonesia e convinti che quest'ultima fosse stata notevolmente indebolita dalle offensive del gruppo islamico Darul Islam e del movimento di sinistra Front Demokrasi Rakyat (FDR) presso Madiun, gli olandesi lanciarono una nuova offensiva militare il 19 dicembre 1948 con nome in codice Operatie Kraai (Operazione Corvo). Il giorno successivo l'esercito olandese conquistò la città di Yogyakarta, capitale provvisoria della Repubblica d'Indonesia. A partire dalla fine di dicembre, tutte le più importanti città tenute dai repubblicani indonesiani nelle isole di Giava e Sumatra finirono in mani olandesi. Il presidente, il vice-presidente e i sei ministri del governo repubblicano indonesiano vennero catturati dagli olandesi e esiliati sull'isola di Bangka, al largo dell'isola di Sumatra. Nelle zone circostanti a Yogyakarta e Surakarta, le forze repubblicane si rifiutarono di arrendersi e continuarono a combattere una campagna di guerriglia sotto la guida del comandante militare repubblicano Sudirman, che era riuscito a scappare e a salvarsi durante l'offensiva olandese. A Sumatra occidentale venne istituito un governo provvisorio, il "Governo di emergenza della Repubblica d'Indonesia" (Pemerintahan Darurat Republik Indonesia).
Sebbene gli olandesi fossero riusciti a ottenere il controllo delle città e dei centri urbani a Giava e Sumatra, non riuscirono a fare altrettanto nei villaggi e nelle campagne. Le truppe repubblicane e le milizie, guidate dal tenente colonnello Suharto, attaccarono le posizioni olandesi a Yogyakarta all'alba del 1º marzo 1949. Gli olandesi vennero scacciati dalla città per circa sei ore, ma da Ambarawa e Semarang giunsero rinforzi. I combattenti indipendentisti dovettero ritirarsi intorno alla mezzanotte e gli olandesi rientrarono in città.

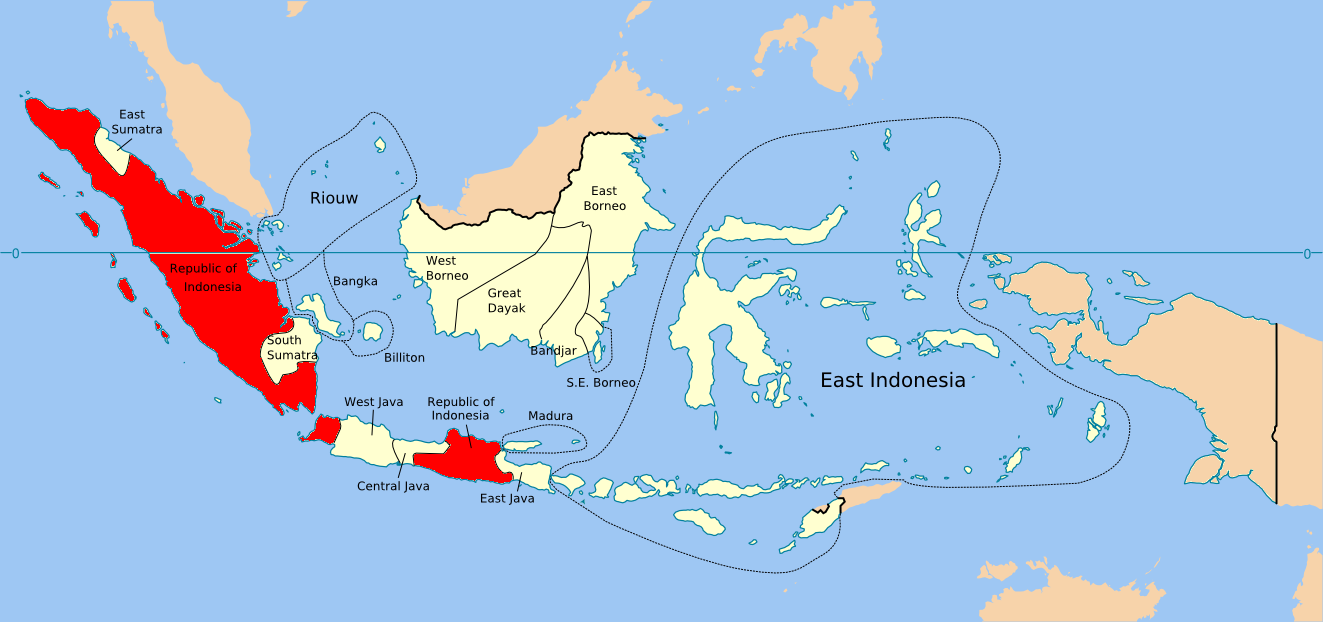
Mappa degli Stati Uniti d'Indonesia con la Repubblica d'Indonesia segnata in rosso.

L'attacco degli indipendentisti indonesiano è ancora commemorato in Indonesia come l'offensiva generale del 1º marzo 1949; un attacco molto simile venne sferrato contro gli olandesi a Surakarta il 7 agosto 1949, guidata dal tenente colonnello Slamet Riyadi. Quest'ultimo scontro si risolse con la presa della città e fece spostare la bilancia del conflitto definitivamente a favore degli indipendentisti indonesiani.
Ancora una volta la reazione internazionale alla campagna offensiva olandese fu molto dura e negativa, soprattutto da parte degli Stati Uniti d'America e delle Nazioni Unite. Nel gennaio del 1949 venne approvata la Risoluzione 63 del Consiglio di Sicurezza delle Nazioni Unite, che richiedeva la liberazione dei rappresentanti politici del governo repubblicano indonesiano e il suo reinsediamento. In sintonia con il loro appoggio alla causa indonesiana, gli Stati Uniti d'America sospesero immediatamente gli aiuti destinati all'Indonesia sotto il controllo coloniale olandese e vi furono forti pressioni all'interno dello stesso Congresso degli Stati Uniti d'America affinché venisse tagliato ogni sostegno economico all'Indonesia olandese. In questa iniziativa fu compresa anche la quota prevista per la ricostruzione dei Paesi Bassi all'interno del Piano Marshall, che ammontava a circa un miliardo di dollari.

## Problemi interni
Le cosiddette rivoluzioni sociali che seguirono alla dichiarazione d'indipendenza rappresentarono delle autentiche sfide nei confronti dell'ordine sociale costituito olandese, così come una forte forma di risentimento contro le imposizioni subite durante l'occupazione giapponese. In tutto il paese la popolazione iniziò a ribellarsi contro l'aristocrazia tradizionale e contro i capi villaggio e tentò di ottenere la redistribuzione delle terre e di altre forme tradizionali di ricchezza. La maggior parte di queste forme sociali di rivolta ebbe termine molto presto, anche perché vennero subito represse.
Una cultura della violenza profondamente radicata in questo periodo di lotte indipendentiste che divisero il paese sarebbe riemersa ripetute volte per tutta la seconda metà del XX secolo. Il termine rivoluzione sociale è stato applicato a una gamma di attività prevalentemente fondate sulla violenza e portate avanti dalla sinistra sia come tentativo altruistico di organizzare una rivoluzione reale, ma anche come semplice espressione di rabbia, risentimento ed affermazione di potere. Quella della violenza fu una delle lezioni apprese durante il periodo dell'occupazione giapponese e figure istituzionali identificate come "feudali", compresi sovrani, reggenti o semplicemente coloro che vivevano nell'agiatezza, vennero assalite e a volte uccise per mezzo della decapitazione. La violenza sessuale venne utilizzata come forma di vendetta sulle donne delle caste "feudali". Nei sultanati costieri di Sumatra e Kalimantan, ad esempio, i sultani o le autorità impiantate o sostenute dai giapponesi vennero prese d'assalto non appena questi ultimi abbandonarono il potere. I secolari signori feudali di Aceh, su cui si era fondata l'autorità coloniale olandese, vennero tutti giustiziati, sebbene la maggior parte dei sultanati indonesiani fossero rimasti sotto il controllo olandese.
La maggior parte della popolazione indonesiana visse nel terrore e nell'incertezza, ed in particolare quelli di loro che avevano legami o simpatizzavano per gli olandesi, o che erano semplicemente rimasti sotto il loro controllo. Il grido di battaglia indipendentista "Libertà o morte!" venne spesso interpretato come una giustificazione per uccidere in nome della causa rivoluzionaria. In particolare i mercanti si trovarono in condizioni molto critiche; da una parte essi subirono pressioni da parte dei rivoluzionari per boicottare il commercio con gli olandesi, dall'altra le autorità di polizia olandesi erano impotenti di fronte alle attività di contrabbando sulla quale si fondava l'economia indipendentista. Soprattutto i commercianti di nazionalità cinese furono costretti a vendere i propri prodotti a prezzi artificialmente bassi sotto la minaccia di morte.

### I moti insurrezionali comunisti ed islamici
Il 18 settembre 1948 venne dichiarata a Madiun una Repubblica Sovietica Indonesiana dai membri del Partito Comunista Indonesiano (PKI) e del Partito Socialista Indonesiano (PSI). Giudicando che fosse giunto il momento di una rivoluzione proletaria, la proclamazione della Repubblica Sovietica Indonesiana venne considerata un punto d'inizio per la rivolta contro Sukarno ed Hatta, considerati "schiavi dei giapponesi e dell'America" Tuttavia questa iniziativa insurrezionale venne subito repressa dalle forze repubblicane nell'arco di poche settimane e il loro leader, Musso, venne catturato e giustiziato. Il governatore di Giava Orientale venne ucciso dagli indipendentisti, insieme ad alcuni ufficiali di polizia e ad alcuni sacerdoti. Questi avvenimenti trasformarono le vaghe simpatie statunitensi motivate da idee anti-coloniali in un supporto diplomatico sostanziale. Agli occhi degli Stati Uniti d'America e del mondo occidentale, la Repubblica d'Indocina era ora vista come un possibile baluardo anti-comunista e un potenziale alleato nell'emergente guerra fredda tra il mondo occidentale "libero" guidato dall'America ed il blocco sovietico.

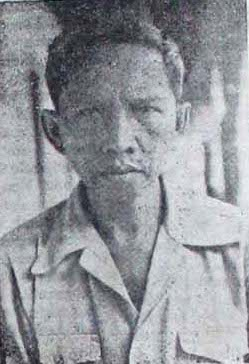
Foto di Sekarmadji risalente agli anni cinquanta.

I soldati dell'esercito repubblicano appartenenti all'Hizbullah indonesiano si sentirono traditi dal Governo repubblicano, per questo motivo nel maggio 1948 essi dichiararono scissione con la creazione di una nuova realtà politica, il Negara Islam Indonesia (Stato Islamico Indonesiano), meglio noto come Darul Islam. Guidato da un mistico e religioso islamico, Sekarmadji Maridjan Kartosoewirjo, il Darul Islam cercò di creare in territorio indonesiano una teocrazia islamica. All'epoca il governo repubblicano non reagì, dal momento che concentrava le proprie forze contro gli olandesi ed anche perché alcuni capi del Partito Masyumi simpatizzavano con la ribellione indipendentista. Dopo la riconquista territoriale della Repubblica dal 1950, il governo prese seriamente la minaccia del Darul Islam soprattutto quando alcune delle province dichiararono apertamente di unirsi al proclamato Stato islamico indonesiano, che venne sconfitto definitivamente solo nel 1962.

## Il trasferimento della sovranità
La resistenza della Repubblica Indonesiana e la diplomazia attiva internazionale spinsero l'opinione pubblica mondiale contro gli sforzi olandesi di ripristinare il suo dominio coloniale. La seconda "azione di polizia" ebbe come risultato un disastro diplomatico per la causa olandese. Il nuovo Segretario di Stato degli Stati Uniti d'America Dean Acheson fece pressione affinché il governo dei Paesi Bassi partecipasse a quei negoziati auspicati dalle Nazioni Unite ed ottenne la loro partecipazione. La conferenza di pace, il trattato di pace olandese-indonesiano, si tenne all'Aia dal 23 agosto 1949 al 2 novembre 1949 tra la Repubblica d'Indonesia, i Paesi Bassi e gli Stati federali creati dagli olandesi. I Paesi Bassi accettarono di riconoscere la sovranità indonesiana su una nuova realtà politica federale nota come Stati Uniti d'Indonesia (RUSI). La nuova realtà politica avrebbe compreso tutto l'ex territorio sotto la giurisdizione della Compagnia olandese delle indie orientali con l'eccezione della Nuova Guinea olandese, la cui sovranità sarebbe rimasta all'Olanda fino a ulteriori negoziati con l'Indonesia. La sovranità di questi territori venne formalmente trasferita il 27 dicembre 1949 ed il nuovo Stato appena sorto venne immediatamente riconosciuto a livello diplomatico dagli Stati Uniti d'America.
Il territorio controllato dalla repubblica indonesiana che univa Giava e Sumatra, pur essendo solo uno dei sedici stati federali della RUSI, ma comprendeva quasi metà della popolazione dell'intera federazione. Gli altri quindici stati federali erano stati creati dagli olandesi a partire dal 1945, ma vennero dissolti intorno alla metà degli anni '50 dalla Repubblica.

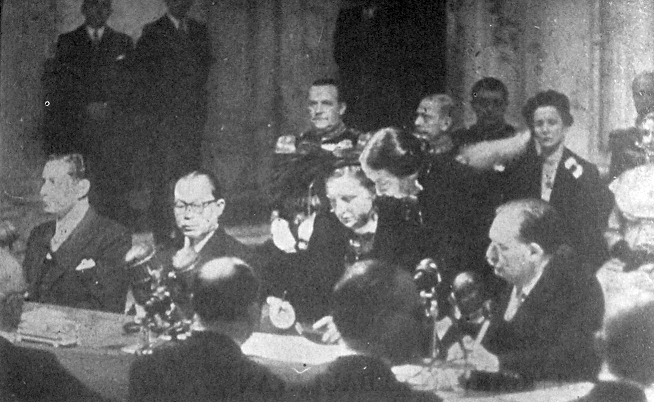
Foto del vicepresidente Hatta e la regina olandese Giuliana dei Paesi Bassi durante la cerimonia della firma del riconoscimento della sovranità indonesiana da parte olandese presso il Palazzo Reale di Amsterdam.

Il 23 gennaio 1950 la Legione di Ratu Adil, comandata da Westerling, tentò un colpo di Stato che venne subito sedata ed ebbe come conseguenza la dissoluzione del popoloso stato del Stato di Pasundan a Giava occidentale, accelerando il processo di dissoluzione della formazione federale indonesiana. I soldati coloniali, in maggioranza di etnia ambonese, si scontrarono con le truppe repubblicane presso Makassar nell'episodio ricordato nella storia indonesiana come Massacro di Makassar. L'etnia ambonese, a prevalenza cristiana, era una delle poche ad essere prevalentemente a sostegno degli olandesi, dal momento che nutrivano forti sospetti contro i repubblicani di Giava in predominanza islamici. Il 25 aprile 1950 venne fondata nel territorio ambonese la Repubblica delle Molucche del Sud che venne tuttavia repressa rapidamente con una campagna militare durata da luglio a novembre dello stesso anno.
Il 17 agosto 1950 a cinque anni dalla proclamazione d'indipendenza indonesiana, Sukarno proclamò la Repubblica d'Indonesia come stato unitario.

## Le conseguenze
Sebbene non esista un computo dettagliato delle vittime di questo conflitto, le vittime di nazionalità indonesiana furono di gran lunga superiori a quelle di nazionalità europea. Una stima approssimativa dei combattenti indonesiani caduti va dai 45 000 ai 100 000, mentre quella delle vittime indonesiane civili va dalle 25 000 vittime ma potrebbe essere anche di gran lunga superiore. Un totale di circa 980 soldati britannici, caddero o finirono dispersi a Giava e Sumatra tra il 1945 ed il 1946, la maggior parte soldati del Raj britannico. Più di 4 000 soldati olandesi caddero tra il 1945 e il 1949, mentre il numero dei soldati giapponesi, nella sola regione di Bandung, ammontava a 1 057 vittime.
Il conflitto ebbe conseguenze economiche dirette; la carenza di cibo, di abbigliamento e di carburante erano un fenomeno comune. Esistevano in effetti due economie separate – quella indonesiana e quella coloniale olandese – che vennero entrambe ricostruite dopo la Seconda Guerra Mondiale e sopravvissero alle perturbazioni della rivoluzione.

## Le scuse olandesi
Nel 2013, il governo olandese si è scusato per la violenza usata contro il popolo indonesiano. Nel 2016, il ministro degli Esteri olandese Bert Koenders si è scusato per il massacro di 400 abitanti di villaggi indonesiani da parte delle truppe olandesi nel 1947. Durante una visita di stato in Indonesia nel marzo 2020, re Guglielmo Alessandro si è scusato a sorpresa per "l'eccessiva violenza" da parte delle truppe olandesi.
Il 17 febbraio 2022 è stata pubblicata su un'importante rivista storica olandese una ricerca intitolata Indipendenza, decolonizzazione, violenza e guerra in Indonesia, 1945-1950. La ricerca è stata condotta da tre istituzioni: Istituto reale olandese per gli studi sul sud-est asiatico e sui Caraibi (KITLV), Istituto olandese per la storia militare (NIMH) e NIOD Institute for War, Holocaust and Genocide Studies. La ricerca ha concluso che i Paesi Bassi avevano utilizzato una violenza sistematica ed eccessiva durante la guerra. Secondo la rivista, "L'uso della violenza estrema da parte delle forze armate olandesi non solo è stato diffuso, ma spesso anche deliberato" ed "è stato condonato a ogni livello: politico, militare e legale". Lo stesso giorno, il Primo Ministro olandese Mark Rutte si è scusato per le atrocità commesse dagli olandesi durante la guerra e anche per il fallimento dei passati governi olandesi per riconoscerlo.